# Ovidio Messa
Mario Ovidio Messa Soruco (Yacuiba, 12 de diciembre de 1952-Alicante, 27 de julio de 2017) fue un futbolista y entrenador boliviano de la década de 1970 y principios de la de 1980. Como jugador se desempeñó como volante ofensivo. Es considerado como uno de los jugadores más grandes de la historia del fútbol boliviano. También dirigió a la Selección boliviana en 1999 y 2005.

## Biografía
Nació en Yacuiba, a la culminación de sus estudios secundarios en Cochabamba inicia su carrera futbolística profesional en el Club Petrolero de Cochabamba. Posteriormente fue integrado al Club Chaco Petrolero de La Paz, equipo con el que se dio a conocer en la liga más importante de entonces en Bolivia. De ahí da el salto al club con el que más se identificaría su figura, el Club The Strongest, en el cual jugaría por más de cinco años en tres etapas (1976-1980, 1983 y 1985-1986).
Es durante su periodo en The Strongest que es convocado a la Selección Boliviana, con la que disputa las eliminatorias al Mundial de Argentina '78, en el que la Selección Boliviana se quedó a un paso de clasificar. Junto a la Selección Boliviana también participó en la Copa América 1979 y en la Copa América 1983, donde tuvo destacadas actuaciones.
En 1980 es fichado por el Club Libertad del Paraguay, para después pasar al Club Guaraní de ese mismo país.
En 1983 retorna a Bolivia y después de un breve paso por el Club Bolívar regresa al Club The Strongest, que ese año festejaba sus bodas de diamante, siendo Messa uno de sus fichajes estrella.
Durante un cotejo de Liga de fútbol en agosto de 1984 ocurre una supuesta agresión al árbitro, el Tribunal de Justicia Deportivo de Bolivia decide suspenderlo por un año y no vuelve a las canchas hasta agosto de 1985.
En 1986 una grave lesión de rodilla le obliga a retirarse por unos meses de las canchas, pero en octubre de ese año decide su retiro definitivo de la práctica activa del fútbol profesional.
Ovidio Messa es considerado como uno de los jugadores más grandes de la historia del fútbol boliviano.
Fue director técnico del Bolívar, Oriente Petrolero, Wilstermann, Club The Strongest (1994-1995 y 1998), Independiente Petrolero, como también de seleccionados bolivianos de menores y mayores, en las eliminatorias para el Mundial de Alemania 2006.
Fallece en Alicante, España, el 27 de julio de 2017, a consecuencia de un cáncer de páncreas.

## Selección nacional

### Jugador
Fue convocado a la selección siete veces en el periodo 1972-1983. Jugó 37 partidos defendiendo a Bolivia. 11 partidos amistosos, 9 en la Copa América, 9 en Eliminatorias, 3 en la Copa Independencia, 2 en la Copa Paz del Chaco, 2 en la Copa Mariscal Sucre y 1 en la Copa Leoncio Provoste.
Es el decimotercer goleador de la selección con 8 goles. El primero lo anotó el 31 de marzo de 1973 en La Paz en un amistoso frente a Paraguay. Sus tres tantos más importantes los hizo en la Copa América de 1975, dos de ellos a Chile en Oruro en partido que Bolivia ganó por 2 a 1, y uno a Perú en Lima con derrota para la verde por 3 a 1. Su último gol lo convirtió de penal en Arica en amistoso con Chile (derrota 4 a 2).
Debutó en la selección nacional el 11 de julio de 1972 en Curitiba frente a Perú (0-3) en el campeonato que organizó Brasil con el nombre de Copa Independencia.
Jugó su último partido el 4 de septiembre de 1983 en la Copa América de ese año en Lima, frente a Perú, en partido que Bolivia perdió por 2 a 1 (sustituyó a Fernando Salinas).

#### Participaciones enCopa América
| Copa              | Sede          | Resultado    | Partidos | Goles |
| ----------------- | ------------- | ------------ | -------- | ----- |
| Copa América 1975 | Sin sede fija | Primera fase | 4        | 3     |
| Copa América 1979 | Sin sede fija | Primera fase | 2        | 0     |
| Copa América 1983 | Sin sede fija | Primera fase | 4        | 0     |

### Entrenador
Fue técnico de las divisiones menores de la selección y por fin, en 1999 de manera interina y en 2005 en las Eliminatorias de la Copa del Mundo, DT de la selección absoluta. Dirigió un total de 11 partidos , 1 triunfo, 1 empate y 9 derrotas.

## Clubes

### Como jugador
| Club                    | País     | Año         |
| ----------------------- | -------- | ----------- |
| Petrolero de Cochabamba | Bolivia  | 1969        |
| Chaco Petrolero         | Bolivia  | 1970 - 1972 |
| Guaraní                 | Paraguay | 1974        |
| Bolívar                 | Bolivia  | 1974 - 1976 |
| Oriente Petrolero       | Bolivia  | 1977        |
| The Strongest           | Bolivia  | 1978 - 1979 |
| Libertad                | Paraguay | 1980 - 1981 |
| The Strongest           | Bolivia  | 1982 - 1983 |
| Bolívar                 | Bolivia  | 1984        |
| The Strongest           | Bolivia  | 1985 - 1986 |

### Como entrenador
| Club                    | País    | Año         |
| ----------------------- | ------- | ----------- |
| Always Ready            | Bolivia | 1989        |
| Bolívar                 | Bolivia | 1991        |
| San José                | Bolivia | 1992        |
| Chaco Petrolero         | Bolivia | 1993        |
| Independiente Petrolero | Bolivia | 1994        |
| The Strongest           | Bolivia | 1994 - 1995 |
| Real Santa Cruz         | Bolivia | 1995        |
| The Strongest           | Bolivia | 1998        |
| Bolivia sub-20          | Bolivia | 1999        |
| Oriente Petrolero       | Bolivia | 2000        |
| Jorge Wilstermann       | Bolivia | 2001        |
| Selección de Bolivia    | Bolivia | 2005        |

## Palmarés

### Como jugador
Títulos nacionales
| Título           | Club            | Año  |
| ---------------- | --------------- | ---- |
| Primera División | Chaco Petrolero | 1970 |
| Primera División | Bolívar         | 1976 |
| Primera División | The Strongest   | 1986 |

Títulos internacionales
| Título                 | Club                 | Sede      | Año  |
| ---------------------- | -------------------- | --------- | ---- |
| VI Juegos Bolivarianos | Selección de Bolivia | Venezuela | 1970 |

### Como entrenador
Torneos cortos
| Título          | Club              | Año  |
| --------------- | ----------------- | ---- |
| Torneo Clausura | Oriente Petrolero | 2000 |

## Comentarios
“Para mí es un orgullo llevar la 10, después de los grandes deportistas que han pasado, y uno de ellos es Ovidio Messa”.
 Pablo Daniel Escobar, 2017.

“Ovidio era el referente del fútbol, era el dueño del número 10”.
 Erwin Romero, 2017.

## Homenajes

### Estadio con su nombre en Yacuiba
En la ciudad natal Yacuiba, el estadio principal de la ciudad el antes llamado Estadio Provincial de Yacuiba, desde 2017 lleva su nombre.